# Усні обчислення
У́сні обчи́слення — математичні обчислення, що виконуються людиною без застосування допоміжних приладів, таких як калькулятор, комп'ютер, ручка та папір тощо.

## Способи швидкого додавання та віднімання

### Спосібокруглення
Цей спосіб основано на заміні суми або різниці залежно від зміни компонентів і застосовується в тому випадку, коли хоча б один з компонентів є число, близьке до круглих десятків, сотень, тисяч, і т. д.
1. Якщо один з доданків, округлюючи, збільшимо на кілька одиниць, то з одержаної суми потрібно відняти стільки ж одиниць.
Приклад. 264 + 391 = 264 + (391 + 9) − 9 = 264 + 400 − 9 = 655.
2. Якщо один доданок збільшимо на кілька одиниць, а другий зменшимо на стільки ж одиниць, сума не зміниться. Виходячи з цього виконується округлення одного доданка за рахунок іншого.
Приклад. 998 + 936 = 1000 + 934 = 1934.
3. Якщо від'ємник при округленні збільшимо на кілька одиниць, то до одержаної різниці потрібно додати стільки ж одиниць.
Приклад. 2342 − 996 = 2346 − 1000 = 1346.
4. Якщо зменшуване при округленні зменшимо на кілька одиниць то до одержаної різниці потрібно додати стільки ж одиниць.
Приклад. 10012 − 8645 = 10000 − 8645 + 12 = 1355 + 12 = 1367.

## Способи швидкого множення і ділення

### Множення методом Ферроля
Для одержання одиниць добутку перемножимо одиниці співмножників, для одержання десятків перемножують десятки одного на одиниці другого співмножника і навпаки і результати додають, для одержання сотень перемножують десятки.
Цей спосіб множення випливає з тотожності: {\displaystyle (10a+b)(10c+d)=100ac+10(ad+bc)+bd}.

## Ознаки подільності
Ознака подільності на 10На 10 діляться всі ті і лише ті числа, які закінчуються нулями.
Ознака подільності на 2 і на 5На 2 або на 5 діляться ті і лише ті числа, у яких остання цифра зображає число, що ділиться відповідно на 2 або на 5.
Ознака подільності на 3 і на 9На 3 або на 9 діляться ті і лише ті числа, у яких сума цифр ділиться відповідно на 3 або на 9.
Ознака подільності на 4 і на 25На 4 або на 25 діляться ті і лише ті числа, які закінчуються двома нулями, або у яких дві останні цифри зображають число, що ділиться відповідно на 4 або на 25.
Ознака подільності на 8 і на 125На 8 або на 125 діляться ті і лише ті числа, які закінчуються трьома нулями, а також ті, у яких три останні цифри зображають число, що ділиться відповідно на 8 або на 125.
Ознака подільності на 7, 11 і 13На 7, 11 і 13 діляться ті і лише ті числа, у яких різниця між числом, зображеним трьома останніми цифрами, і числом, зображеним рештою цифр (або навпаки), ділиться відповідно на 7, на 11 або на 13.
Ознака подільності на 11На 11 діляться ті і лише ті числа, у яких різниця між сумою цифр, що стоять на парних місцях, і сумою решти цифр ділиться на 11.
Ознаки подільності на 6, 12, 18, 24 і т. д.На 6 діляться ті і лише ті числа, які діляться на 2 і на 3.
Загальна ознака подільності чиселДля того, щоб число N ділилося на d, необхідно і достатньо, щоб сума добутків цифр цього числа на остачі, які одержуються від ділення на d відповідних степенів десяти ділилася на d.

## Змагання з усного рахунку
Починаючи з 2004 року, один раз на два роки проводяться чемпіонати світу з усного рахунку серед дорослих та серед дітей і юнаків. Змагання проводяться з таких завдань, як додавання десяти 10-значних чисел, множення двох 8-значних чисел, розрахунок заданої дати за календарем з 1600 по 2100 роки, корінь квадратний 6-значного числа. Також визначається переможець в категорії «Кращий універсальний феноменальний лічильник» за підсумками розв'язання шести невідомих «завдань з сюрпризом».
В країнах Балтії, Словенії, Грузії та Україні проводяться змагання з усного рахунку серед школярів під назвою Прангліміне (ест. Pranglimine).